# Baltazar Gudiño Canela
Baltazar Gudiño Canela (Jiquilpan de Juárez, Michoacán, 25 de enero de 1900-1970) fue un político mexicano, miembro del Partido Revolucionario Institucional (PRI). Fue en dos ocasiones diputado federal.

## Biografía
Realizó sus estudios básicos en su ciudad natal de Jiquilpan. En 1926 se unió al entonces Partido Democrático Jiquilpense, de tendencia socialista, y que en 1929 se integró en el recién fundado Partido Nacional Revolucionario (PNR), posteriormente fue miembro de sus organizaciones sucesoras, el Partido de la Revolución Mexicana (PRM) y el PRI. Destacó como organizador de grupos campesinos para el Partido Democrático Jiquilpense. En 1935 se desempeñó como presidente municipal de Jiquilpan y en 1936 fue dirigente de la Asociación Agraria Ejidal.
En 1937 fue candidato del PNR a diputado federal por el Distrito 6 de Michoacán, resultando elegido para la XXXVII Legislatura que tuvo término en 1940; y de 1942 a 1944 fue diputado al Congreso del Estado de Michoacán. En 1958 como candidato del PRI, fue elegido por segunda ocasión diputado federal; en esta ocasión por el Distrito 5 de Michoacán a la XLIV Legislatura de 1958 a 1961. En ella fue miembro de las comisiones cuarta del Ejido; segunda Escrutadora; y, suplente de la primera sección Instructora del Gran Jurado de la Cámara.